# Jan Pieter van Wickevoort Crommelin
Jan Pieter van Wickevoort Crommelin (Haarlem, 14 juli 1763 - aldaar, 6 mei 1837) was een Nederlandse politicus.
Van Wickevoort Crommelin was in de Bataafse republiek lid van de Eerste Nationale Vergadering, in het Koninkrijk Holland lid van het Wetgevend Lichaam (1806-1810), lid van de Staatsraad (1806), bij de vorming van het Koninkrijk der Nederlanden eerst lid van de Vergadering van Notabelen (1814) en vervolgens lid van de Staten-Generaal der Verenigde Nederlanden. Aansluitend was hij lid Tweede Kamer, enige tijd voorzitter van de Tweede Kamer, en daarna lid van de Eerste Kamer.
Hij trouwde in 1790 met Catharina van Lennep, samen kregen ze drie dochters en vier zoons. Hij was een neef van Jan Iman Hendrik van Wickevoort Crommelin, lid van de Tweede en Eerste Kamer.
Van Wickevoort Crommelin was commandeur in de Orde van de Unie (1807), commandeur in de Orde van de Reünie (1812), ridder in de Orde van de Nederlandse Leeuw (1816) en commandeur in de Orde van de Nederlandse Leeuw (1818).